# Pseudonemesia
Pseudonemesia là một chi nhện trong họ Microstigmatidae.